# Shutter (software)
Shutter is een opensourcesoftwareprogramma voor het besturingssysteem Linux. Met Shutter is het mogelijk om schermafdrukken te kunnen maken en bewerken. Een opensourcevariant voor Windows is Greenshot.